# Marko Liias
Marko Liias (sinh ngày 17 tháng 7 năm 1981) là một chính khách người Mỹ phục vụ như một thành viên của Thượng viện tiểu bang Washington, đại diện cho khu vực lập pháp thứ 21. Quận, nằm hoàn toàn trong Snohomish, bao gồm các phần của Lynnwood và Everett, cũng như quê hương của ông là Mukilteo và Edmonds quê hương của ông. Trước đây ông từng là thành viên của Hạ viện Washington.

## Tuổi thơ và giáo dục
Liias tốt nghiệp trường trung học Kamiak ở Mukilteo trước khi theo học tại Đại học Georgetown ở Washington, D.C., nơi ông từng là chủ tịch của đảng Dân chủ Đại học Georgetown. Khi còn học đại học, ông đã dành một học kỳ học tập tại Prague, Cộng hòa Séc, trong thời gian đó ông đi du lịch khắp Trung Âu. Ông cũng đã tham gia các khóa học sau đại học về hành chính công tại Đại học Washington ở Seattle. Năm 2009, Liias hoàn thành chương trình của Chính phủ John F. Kennedy của Đại học Harvard cho các Giám đốc điều hành cấp cao trong Chính quyền Nhà nước và Chính quyền địa phương với tư cách là thành viên lãnh đạo Viện LGBTQ Chiến thắng Bohnett.

## Đời tư
Liias là một thành viên đồng tính công khai của Cơ quan lập pháp bang Washington. Liias, người Mỹ gốc Phần Lan, nói tiếng Phần Lan.